# Jack Paar
Jack Harold Paar (Canton, Ohio, 1º maggio 1918 – Greenwich, Connecticut, 27 gennaio 2004) è stato un conduttore televisivo, comico e attore statunitense, noto per aver condotto dal 1957 al 1962 il popolare The Tonight Show, per l'emittente statunitense NBC.

## Biografia
Paar nacque nel 1918 a Canton (Ohio), figlio di Lillian M. (Hein) e Howard Paar, di origini tedesche. In seguito si trasferì con la famiglia a Jackson (Michigan). Ebbe un'infanzia problematica, a quattordici anni contrasse la tubercolosi, e abbandonò la scuola all'età di sedici anni.

### Carriera

#### Inizi
La prima occupazione lavorativa di Paar fu vicina a casa, come annunciatore radiofonico della stazione WIBM di Jackson, Michigan, e successivamente come disc jockey comico in varie stazioni radio del Midwest, incluse WJR di Detroit, WIRE di Indianapolis, WGAR di Cleveland, e WBEN di Buffalo. Nel suo libro P.S. Jack Paar, egli ricordò di essere stato presente alla WGAR nel 1938 quando Orson Welles trasmise la sua celebre "invasione aliena simulata", The War of the Worlds, sul network CBS (e sulla sua consociata WGAR). Cercando di calmare gli ascoltatori terrorizzati, Paar fece in onda il seguente annuncio: «Il mondo non sta finendo. Fidatevi. Quando mai vi ho mentito?».
Paar venne richiamato alle Armi nel 1943 durante la seconda guerra mondiale, e fu quindi costretto a sospendere la sua attività di conduttore del programma radiofonico mattutino The Sun Greeter's Club sulla WBEN (nel dopoguerra scelse di non far ritorno alla stazione radiofonica in questione, preferendo invece cercare nuove opportunità lavorative). Venne assegnato alla U.S.O. nel Sud Pacifico per intrattenere le truppe. Spesso faceva delle imitazioni degli ufficiali e la tal cosa gli causò dei problemi disciplinari.

#### Radio e cinema
Al termine della seconda guerra mondiale, Paar lavorò in radio come comparsa nello show The Breakfast Club e apparve come membro della giuria nel programma The $64 Question. Ebbe la sua grande occasione quando Jack Benny, che era rimasto impressionato dalle esibizioni di Paar per l'U.S.O., suggerì il suo nome per sostituirlo nell'estate del 1947. Paar riscosse così tanto successo allo show di Benny, che lo sponsor del programma, la American Tobacco Company, decise di tenerlo comunque in onda, trasferendolo alla ABC per il finale di stagione. In seguito, Paar rifiutò i suggerimenti della American Tobacco circa il tipo di comicità da presentare negli show, da lui ritenuta logora e di vecchio stampo, e quindi il programma venne chiuso.
Inoltre, nell'immediato dopoguerra Paar firmò anche un contratto come attore cinematografico per lo studio RKO Pictures del magnate Howard Hughes, apparendo nei film Variety Time (1948), una compilation di sketch vaudeville, Ormai ti amo (1950), Footlight Varieties (1951), e interpretando il fidanzato di Marilyn Monroe in Le memorie di un dongiovanni (1951) per la 20th Century Fox.
Tornò alla radio nel 1950, conducendo $64 Question per una sola stagione, andandosene poi per dissidi economici con lo sponsor della trasmissione. Nel 1956, condusse sulla ABC il The Jack Paar Show.

#### Televisione

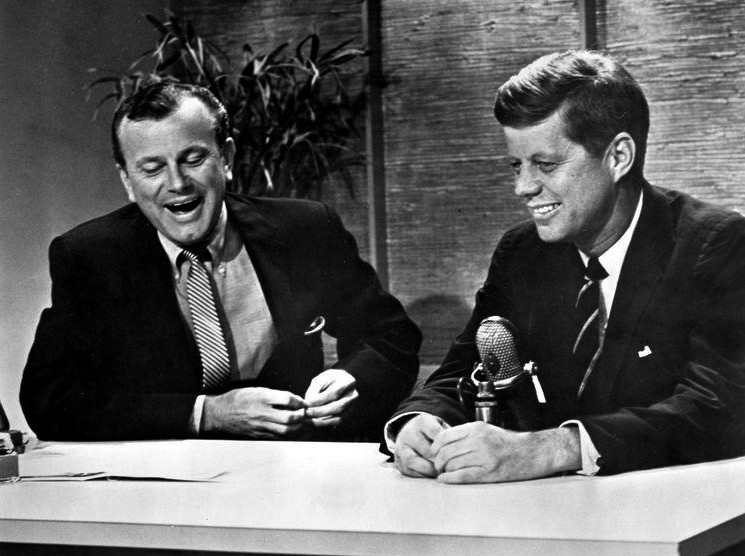
Jack Paar e John F. Kennedy al Tonight Show nel 1959

Paar ebbe la prima esperienza lavorativa in campo televisivo nei primi anni cinquanta, partecipando come ospite comico all'Ed Sullivan Show e presentando due giochi a premi, Up To Paar (1952) e Bank on the Stars (1953), prima di passare alla conduzione del The Morning Show (1954) sulla CBS.
Nel luglio 1957 l'NBC chiese a Paar di subentrare a Steve Allen nel ruolo di conduttore del The Tonight Show. Egli rimase alla conduzione del talk show fino al 1962. Inizialmente il programma fu intitolato Tonight Starring Jack Paar; e a partire dal 1959, divenne noto come The Jack Paar Show. Spesso Paar era imprevedibile, emozionante, ed esuberante in trasmissione. Quando la censura del network gli tagliò una battuta nel febbraio 1960, fece scalpore la sua scelta di andarsene dal programma la sera seguente in segno di protesta. Non tornò in trasmissione per tre settimane, e solo dopo che il network si era scusato con lui e gli permise di dire la battuta censurata in trasmissione. Dopo cinque anni, la natura imprevedibile di Paar gli rese la conduzione del programma una routine noiosa. Egli decise quindi di abbandonare il Tonight Show, anche se successivamente confidò a Dick Cavett che quella decisione fu "il più grande errore della sua vita". Condusse lo show fino al 29 marzo 1962, passando la maggior parte del tempo del suo ultimo periodo a parlare male dei suoi nemici sulla stampa, soprattutto i giornalisti Walter Winchell e Dorothy Kilgallen. Venne sostituito da Johnny Carson, e lo show fu rinominato The Tonight Show.

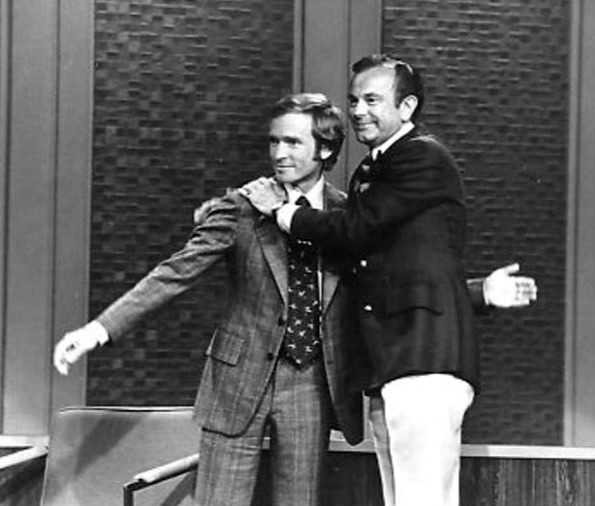
Jack Paar al Dick Cavett Show annuncia il suo ritorno in televisione nel gennaio 1973.

Dato che la NBC non voleva che Paar firmasse per un altro network concorrente, gli offrì uno show in prima serata il venerdì sera, dandogli "carta bianca" sul contenuto dello stesso. Egli accettò, decidendo di intitolare il programma The Jack Paar Program. Lo show, che debuttò alla fine del 1962, e aveva un respiro internazionale con ospiti provenienti da ogni parte del mondo, ebbe un discreto seguito.
Paar mostrò in esclusiva un filmato dei Beatles che si esibivano, un mese prima della loro celebre apparizione dal vivo all'Ed Sullivan Show.
Il programma andò in onda per tre anni. L'ultima puntata venne trasmessa il 25 giugno 1965. Successivamente Jack Paar continuò ad apparire sporadicamente in televisione fino al 1970, perlopiù come ospite in altre trasmissioni.
Paar tornò stabilmente a lavorare in televisione a partire dal gennaio 1973, conducendo il Jack Paar Tonite, trasmesso mensilmente come parte degli show a rotazione della serie ABC's Wide World of Entertainment. Restò in onda per un anno, in diretta concorrenza con il Tonight Show, prima di abbandonare il programma. Scontento della frequenza mensile di programmazione, disse che essere visto dal pubblico una volta al mese era troppo poco perché potesse esprimersi al meglio nella sua professione.
Negli anni ottanta e novanta, fece qualche rara ospitata nei programmi The Phil Donahue Show, The Tonight Show, Late Night with David Letterman, e anche nel talk show di Charles Grodin sulla CNBC.

## Vita privata e morte
Paar si sposò due volte con Irene Paar (nata Gubbins). Dopo aver divorziato una prima volta, la coppia si risposò nel 1940 in Ohio, per poi divorziare nuovamente. Quindi nel 1943 sposò la seconda moglie, Miriam Wagner; rimanendo con lei fino alla morte.
Durante gli anni novanta, la salute di Paar andò peggiorando sempre più. Nel 1998 si sottopose a intervento chirurgico per l'implementazione di un triplo bypass coronarico, e nel 2003 ebbe un infarto. L'anno seguente morì all'età di 85 anni nella sua casa di Greenwich (Connecticut), circondato dai propri cari. Il corpo di Jack Paar venne cremato, e le sue ceneri consegnate ai familiari.